# Філумен Філадельфійський
Філумен Філадельфійський (*Φιλούμενος ο Φιλαδελφεύς, д/н  —після 373) — давньогрецький атлет, борець часів пізньої Римської імперії, учасник і переможець Олімпійських ігор.

## Життєпис
Походив з міста Філадельфія з Лідії. Про нього відомо замало. Був сучасником імператора Феодосія I. Займався боротьбою, хоча висуваються версії що він був майстром з кулачного бою та панкратіону. Був переможцем 287-х (369 рік) та 288-х (373 рік) Олімпійських ігор.
За повідомленнями, одного разу Філумен так сильно вдарив бронзову статую, що на ній утворилася глибока тріщина. На честь цього встановлено напис, де зазначено, що мідь слабкіша за руку.